# Шон Пол
Шон Пол Енрикес (на английски: Sean Paul Henriques) е ямайски реге и поп певец, роден в Кингстън на 9 януари 1973 г.
Сред няколкото музикални награди, които Шон Пол е спечелил, личи Грами за най-дoбър реге албум.

## Произход
Произхожда от спортно семейство – майка му и баща му са плувци, а дядо му и баща му са били в националния отбор на Ямайка по водна топка. Самият Шон също е бил национал по водна топка, когато е бил между 13 и 21 години. Родителите му са родени в Ямайка, но баща му е сефарадски евреин от португалски произход, а баба му по майчина линия е китайка.

## Музика
Шон Пол се отказва от спортната си кариера, за да се отдаде на музиката. Първият му сингъл е от 1996 г. и се казва Baby Girl (Don't Cry). Песента добива голяма популярност, но само в рамките на Ямайка. Следват още няколко песни, които се превръщат в хитове в страната. В САЩ Шон Пол пробива едва през 1999 г. с песните Top Shotter (заедно с DMX и Мистър Вегас), Ladies Man (със Spanner Banner) и Hot Gal Today (с Мистър Вегас).
През март 2000 г. излиза дебютният албум на Шон Пол – Stage One. Той съдържа както нови песни, така и някои от досегашните му хитове. С него той успява да си спечели фенове по целия свят.
През септември 2002 г. следва Dutty Rock. Албумът се продава в над 6 милиона копия по целия свят. Един от синглите - Get Busy - прекарва три седмици на върха на класацията Billboard Hot 100 и една на първо място в Billboard's Hot R&B/Hip-Hop Songs. Друг сингъл - Baby Boy, в който участва и Бионсе – заема първите позиции в Billboard Hot 100 и Billboard's Hot R&B/Hip-Hop Songs съответно девет и пет седмици. През 2004 г. Dutty Rock печели награда Грами за най-добър реге албум.
Три години по-късно на пазара се появява The Trinity. Той се продава в над 4,5 милиона копия по цял свят. Сингълът Temperature една седмица е на първа позиция в Billboard Hot 100.

## Дискография

### Студийни албуми
- 2000 – Stage One
- 2002 – Dutty Rock
- 2005 – The Trinity
- 2009 – Imperial Blaze
- 2012 – Tomahawk Technique
- 2014 – Full Frequency

### Mixtape албуми
- 2009 – The Odyssey Mixtape

### Сингли
- 1996 – Baby Girl
- 1997 – Mek It Go So Den
- 2000 – Deport Them
- 2002 – Gimme the Light
- 2003 – Get Busy
- 2003 – Like Glue
- 2003 – Dutty Rock
- 2003 – Breathe (с Блу Кантрел)
- 2003 – Baby Boy (с Бионсе)
- 2004 – I'm Still in Love With You (със Саша)
- 2005 – We Be Burnin'
- 2005 – Ever Blazin'
- 2006 – Temperature
- 2006 – Cry Baby Cry (с Карлос Сантана и Джос Стоун)
- 2006 – Never Gonna Be the Same
- 2006 – (When You Gonna) Give It up to Me (с Кийша Коул)
- 2006 – Break It Off (с Риана)
- 2007 – Give It to You (с Ийв)
- 2007 – Watch Them Roll
- 2009 – So Fine
- 2009 – Do you remember (с Джей Шеан и Лил Джон)
- 2009 – Press It Up
- 2011- – Got 2 Luv U (С Алексис Джордан)
- 2011 – She doesn't mind
- 2012 – Touch The Sky
- 2018 – Mad Love (С Давид Гета и Беки Джи

### Видео албуми
- 2004 – Duttyology

## Награди
- 2004 – Грами за най-добър реге албум (Dutty Rock)
- 2005 – Billboard Music Award за най-продаван реге музикант на годината
- 2005 – Billboard Music Award за най-продаван реге албум на годината (The Trinity)
- 2006 – Priya Awards за Best Hardman
- 2006 – American Music Award за най-любим поп или рок изпълнител
- 2006 – Billboard Music Awards за Хот 100 сингъл на годината (Temperature)
- 2007 – Jamaican Awards за най-добър реге певец